# Gastein Ladies
Gastein Ladies — женский профессиональный международный теннисный турнир, проходивший в июле в Бадгастайне (Австрия) на грунтовых кортах в 2007—2015 годах.

## История
Летний грунтовый турнир, проходящий под эгидой WTA, проводится в Австрии с начала 1970-х. За это время турнир принимали корты теннисных клубов в Кицбюэле, Брегенце, Вене, Штирии, Пёрчах-ам-Вёртер-Зе и Клагенфурте. Соревнования в Бадгастайне проводятся с 2007 года. Сроки проведения турнира — в июле, параллельно или перед началом первых турниров на харде, подготовительных к US Open — накладывали свои ограничения на состав участников. В австрийском турнире, как правило, принимали участие теннисистки, остро нуждающиеся в наборе очков в рейтинг, накануне объявления заявочного листа основы одиночного турнира американского турнира Большого шлема.
Победители и финалисты
За первые семь лет истории одиночного турнира ни одна теннисистка не смогла выйти в финал более одного раза, в парном турнире лишь двум теннисисткам удавалось выходить в финал более раза: Луция Градецкая играла в финале пять раз подряд (2007-11) и все пять раз победила, а Андреа Главачкова сыграла в финале дважды и также оба раза победила. Первой двукратной участницей титульного матча одиночного турнира стала Андреа Петкович: в 2014 году, как и за пять лет до этого она завершила финал победой. Среди участниц титульного матча турнира отметились три представительницы Австрии — две из них добились этого достижения в одиночном турнире: Ивонн Мойсбургер пробилась в финал турниров 2007 и 2013 годов, выиграв второй из них, Патриция Майр-Ахлайтнер — в финал турнира 2011 года, а Сандра Клеменшиц — в финал парного турнира-2013. Клеменшиц при этом стала первой австрийской теннисисткой, побеждавшей в Бадгастайне в парном разряде, а Мойсбургер — в одиночном. Лишь Юлии Гёргес удавалось выигрывать турнир в обоих разрядах.
| Годы      | Размер фонда |
| --------- | ------------ |
| 2007-2008 | 175 000 USD  |
| 2009-2012 | 220 000 USD  |
| 2013      | 235 000 USD  |
| 2014-2015 | 250 000 USD  |

## Финалы разных лет
| Год  | Чемпионка                  | Финалистка              | Счёт           |
| ---- | -------------------------- | ----------------------- | -------------- |
| 2015 | Саманта Стосур             | Карин Кнапп             | 3-6 7-6(3) 6-2 |
| 2014 | Андреа Петкович (2)        | Шелби Роджерс           | 6-3 6-3        |
| 2013 | Ивонн Мойсбургер           | Андреа Главачкова       | 7-5 6-2        |
| 2012 | Ализе Корне                | Янина Викмайер          | 7-6 7-6(1)     |
| 2011 | Мария Хосе Мартинес Санчес | Патриция Майр-Ахлайтнер | 6-0 7-5        |
| 2010 | Юлия Гёргес                | Тимея Бачински          | 6-1 6-4        |
| 2009 | Андреа Петкович            | Иоана-Ралука Олару      | 6-2 6-3        |
| 2008 | Полин Пармантье            | Луция Градецкая         | 6-4 6-4        |
| 2007 | Франческа Скьявоне         | Ивонн Мойсбургер        | 6-1 6-4        |

| Год  | Чемпионки                                   | Финалистки                            | Счёт              |
| ---- | ------------------------------------------- | ------------------------------------- | ----------------- |
| 2015 | Данка Ковинич Штефани Фогт                  | Лара Арруабаррена Луция Градецкая     | 4-6 6-4 [10-3]    |
| 2014 | Каролина Плишкова Кристина Плишкова         | Андрея Клепач Мария-Тереса Торро-Флор | 4-6 6-3 [10-6]    |
| 2013 | Сандра Клеменшиц Андрея Клепач              | Кристина Барруа Элени Данилиду        | 6-1 6-4           |
| 2012 | Джилл Крейбас Юлия Гёргес                   | Анна-Лена Грёнефельд Петра Мартич     | 6-7(4) 6-4 [11-9] |
| 2011 | Ева Бирнерова Луция Градецкая (5)           | Ярмила Гайдошова Юлия Гёргес          | 4-6 6-2 [12-10]   |
| 2010 | Анабель Медина Гарригес Луция Градецкая (4) | Татьяна Гарбин Тимея Бачински         | 6-7(2) 6-2 [10-5] |
| 2009 | Андреа Главачкова Луция Градецкая (3)       | Татьяна Малек Андреа Петкович         | 6-2 6-3           |
| 2008 | Андреа Главачкова Луция Градецкая (2)       | Сесиль Каратанчева Наташа Зорич       | 6-3 6-3           |
| 2007 | Рената Ворачова Луция Градецкая             | Агнеш Савай Владимира Углиржова       | 6-3 7-5           |